# Rhinochelys benstedi
Genre
Espèce
Synonymes
- † Cimochelys benstedi

Rhinochelys benstedi, ou Cimochelys benstedi est une espèce éteinte de tortues marines de la famille des Protostegidae, ayant vécu au Crétacé. Cette espèce est connue par des restes de carapaces retrouvés en Angleterre.
Originellement décrite sous le nom de genre Cimochelys, Collins en 1960 établit l'appartenance du fossile à la famille des Protostegidae ; elle fait remarquer les similitudes de dimensions et d'environnement de dépôt existant entre Cimochelys et Rhinochelys, un autre genre de Protostegidae fossile d'Angleterre, connu lui seulement par des restes crâniens. Bien qu'aucun spécimen de Rhinochelys ni de Cimochelys n'ait alors encore été retrouvé entier, elle considère au vu des éléments dont elle dispose qu'il s'agit d'un même taxon, dont on a retrouvé séparément les restes crâniens (Rhinochelys) et post-crâniens (Cimochelys), et propose le rapprochement des deux au sein du genre Rhinochelys.